# Pasówka białogardła
Pasówka białogardła (Zonotrichia albicollis) – gatunek małego ptaka z rodziny pasówek (Passerellidae), zamieszkujący Amerykę Północną. Nie wyróżnia się podgatunków.

## Morfologia
Długość ciała 16,5–19 cm. Wyróżniane są dwie formy (odmiany) barwne. Pierwsza odmiana ma na głowie białe i czarne paski, maskę szarą. U drugiej odmiany paski na głowie są rdzawe i ciemnobrązowe, maska szarobrązowa. U obu odmian wierzch ciała kasztanowato-brązowy, skrzydła w czarne kreski, kantarek żółty, pierś szara, boki ciała oliwkowobrązowe, w delikatne kreski, gardło, brzuch i przepaski na skrzydłach białe.

## Zasięg, środowisko
Lasy iglaste północno-środkowej, północno-wschodniej i środkowo-wschodniej części Ameryki Północnej (Kanada, północno-wschodnie USA). Zimę spędza w środkowo-wschodniej i południowej części Ameryki Północnej (na południu po północny Meksyk); sporadycznie zimuje na wybrzeżu Pacyfiku – od skrajnie południowo-zachodniej Kanady (południowa Kolumbia Brytyjska) na południe po skrajnie północno-zachodni Meksyk (północna Kalifornia Dolna).

## Status
IUCN uznaje pasówkę białogardłą za gatunek najmniejszej troski (LC, Least Concern) nieprzerwanie od 1988 roku. Organizacja Partners in Flight szacuje liczebność populacji lęgowej na około 140 milionów osobników. Trend liczebności populacji uznawany jest obecnie za stabilny, choć w latach 1966–2014 odnotowano spadek populacji o około 35%.